# Ronde om Texel

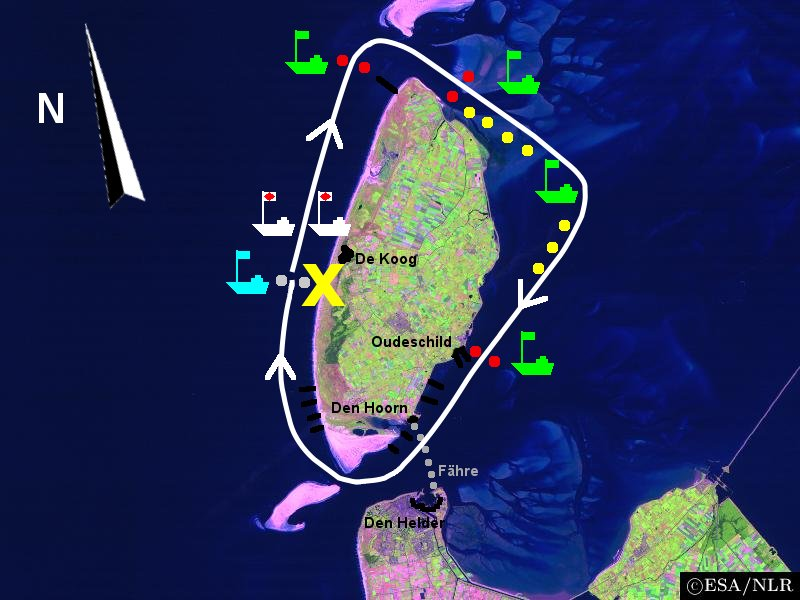
Satellitenbild von Texel mit der Route von und bis Paal 17 und den Regattamarkierungen 2007

Die Ronde om Texel (niederländisch Runde um Texel; englisch Round Texel für rund [um] Texel; nach dem Hauptsponsor derzeit auch Zwitserleven Ronde om Texel) ist die größte Katamaran-Regatta der Welt. Die Langstrecken-Regatta über ca. 100 km findet jährlich an einem Junisamstag statt und führt im Uhrzeigersinn rund um die holländische Nordsee-Insel Texel, eine Gegend, die von Strömungen infolge von Ebbe und Flut und manchmal wechselhaften Winden geprägt ist.
Ausgangs- und Zielpunkt für die Regattastrecke ist Paal 17 (Pfahl 17), ein Strandzugang im Süden von De Koog auf der aufs offene Meer zeigenden Westseite der Insel. Dort beginnt die Regatta für alle Teilnehmer mit einem Massenstart eine Stunde vor Hochwasser, damit die Katamarane mit genügend Wasser durch das bei Niedrigwasser trockenfallende Gebiet im Nordosten von Texel kommen können. Der Junisamstag, an dem die Regatta stattfindet, wie auch die Startzeit werden deswegen jedes Jahr nach den Gezeiten (Ebbe und Flut) bestimmt.
Die Ronde om Texel zieht inzwischen jedes Jahr neben Seglern aus der Weltspitze der Katamaranklasse ein großes und in der Leistungsfähigkeit breit gestreutes Teilnehmerfeld an. Tausende Besucher säumen an diesem Tag die Küste der Insel. Beispielsweise erwartete der Veranstalter 2008 insgesamt 15.000 Besucher; die tatsächlich Gesamtzahl lag, ebenfalls laut Veranstalter, mit 20.000 Besuchern sogar noch darüber.

## Teilnehmer und Wertungen
Die Regatta steht Teilnehmern offen, die am Regattatag mindestens 15 Jahre alt sind. Katamarane dürfen bis zu 27 Fuß (ca. 8,23 Meter) lang sein und einen Tiefgang bis zu 0,30 Meter (ohne Ruder und Schwert) haben (Stand 2008).
Die Ronde om Texel wird als Vermessungsformel-Regatta ausgetragen, das heißt, die Fahrtzeit aller teilnehmenden Boote für ihre Bauart (Rumpf, Segel) korrigiert, um die Zeiten unterschiedlich „schnell“ gebauter Katamarane vergleichbar zu machen. Dadurch gewinnt das schnellste Boot nicht unbedingt auch die Regatta. 2007 beispielsweise erreichte das Boot mit der schnellsten absoluten Zeit – 3 Stunden, 30 Minuten und 20 Sekunden – in der korrigierten Gesamtwertung nur den 24. Platz, wohingegen die nach absoluter Zeit Achten Gesamtsieger wurden.
Neben dem prestigeträchtigen Gesamtsieg und der Ehre, die absolut kürzeste Zeit zu segeln, werden weitere Preise unter anderem für die besten Einhandsegler, Frauen, Jugendlichen (unter 19 Jahren) und Einwohner von Texel vergeben.

## Geschichte
Die Regatta wurde erstmals 1978 ausgetragen, damals mit 84 Teilnehmerbooten und als reine Freizeitregatta. Als im Laufe der Jahre das Interesse stieg, nahmen zeitweilig über 900 Katamarane teil. Aus Sicherheitsgründen, um Zusammenstöße zu vermeiden, wurde daraufhin die Teilnehmerzahl begrenzt. Inzwischen dürfen immerhin noch um 600 Boote starten.
Zunehmend nahmen an der Regatta neben den Hobbyseglern auch Katamaranprofis teil, die die Regatta immer häufiger für sich entschieden. So wurden, jeweils mit einem Segelpartner, unter anderem der Tornado-Olympiasieger Reg White 1994 (im Alter von 59 Jahren) und der olympische Zweitplatzierte und sechsfache Weltmeister Darren Bundock 2003 und 2007 Gesamtsieger. Seit dem Jubiläumsjahr 2007, als die 30. Auflage der Regatta gefeiert wurde (die abgesagten Jahre 1991 und 2000 wurden nicht mitgezählt), folgt auch die Ronde om Texel der in anderen Regatten verbreiteten Trennung von Amateuren und Profis in eine Silver Fleet (engl.: Silberflotte) und eine Gold Fleet (engl.: Goldflotte). Während die Amateure in der Silver Fleet von einer vereinfachten Registrierung und leicht erniedrigten Teilnehmerbeiträgen profitieren, ist die Gold Fleet wettbewerbsorientierter gestaltet, und ihre Teilnehmer können wenige Tage vor der Ronde om Texel auch bei der Regatta Texel Dutch Open mitsegeln. Gestartet wird die Regatta aber weiterhin in einem gemeinsamen Massenstart.
Über die Jahre haben sich die Zeiten durch verbesserte Katamarane zwar verkürzt. Viel stärker hängen sie aber nach wie vor von den Windverhältnissen am Regattatag ab. So gelang die – nach korrigierter Zeit – schnellste Runde einem Duo mit 2 Stunden, 16 Minuten und 35 Sekunden im Jahr 2005, der langsamste Gesamtsieg wurde hingegen mit 7 Stunden, 38 Minuten und 4 Sekunden nur vier Jahre vorher ersegelt – mit einer um mehr als eine Stunde langsameren Zeit als der Gesamtsieg der ersten Regatta 1978.
Wiederholte Gesamtsiege gelangen bisher den Einhandseglern Pieter-Jan Dwarshuis (1984 und 1987) und Pieter Saarberg (1986 und 1989) wie auch, mit jeweils wechselnden Segelpartnern, Darren Bundock (2003 und 2007), Remko Keenbek (1992 und 2006), Eric Cok (1993 und 1996) und Mischa Heemskerk (2002 und 2005).